# 地名接頭辞
地名接頭辞（ちめいせっとうじ）は接頭辞の一種で、単語の前につけることで場所や場所の性質を表す機能を持つ。

## 地名接頭辞の例

### Al-
アラビア語の定冠詞である الـ/al に由来する。接頭辞としては旧アラビア語圏であるイベリア半島南部などに見られる。
- アルブフェイラ（Albufeira、 ポルトガル）
- アルガルヴェ（Algarve、 ポルトガル）
- アルモンテ（Almonte、 スペイン）

など。

### Alt-
ドイツ語で「古い」の意。
- アルトドルフ（Altdorf、 スイス・ ドイツ）
- アルトバッハ（Altbach、 ドイツ）

など。

### Bel-
ロシア語で「白い」の意をもつ белый/belyy に由来する。セルビア語ではBeo-となる。
- ベラルーシ（Беларусь/Belarus）
- ベオグラード（Београд/Beograd、 セルビア）
- ベルゴロド・ベルゴロド州（Белгород/Belgorod、 ロシア）

など。

### Borgo-
イタリア語で村を意味する borgo に由来する。ドイツ語での 接尾辞 -burg と同じ語源。
- ボルゴセージア（Borgosesia、 イタリア）

など。

### Castel-
イタリア語で城を意味する castello に由来する。
- カステルフランコ・ヴェーネト（Castelfranco Veneto、 イタリア）

など。

### Citta-
イタリア語で町を意味する città の派生語。
- チッタノーヴァ（Cittanova、 イタリア）
- チッタデッラ（Cittadella、 イタリア）

など。

### Col-
イタリア語で丘を意味する colle に由来する。

### Krasno-
ロシア語で「赤い」、ロシア古語で「美しい」の意をもつ красный/krasnyy に由来する。
後述のUlan-とともにソ連時代、モンゴル人民共和国時代に、社会主義の象徴たる赤色を含む地名として改名された都市が多い。
- クラスノダール・クラスノダール地方（Краснода́р/Krasnodar、 ロシア）
- クラスノヤルスク・クラスノヤルスク地方（Красноярск/Krasnoyarsk、 ロシア）
- クラスノゴルスク（Красного́рск/Krasnogorsk、 ロシア）

など。

### Monte-, Mont-, Mon-
ロマンス諸語で山を意味する接頭辞。
- モンテネグロ（Montenegro）
- モンテビデオ（Montevideo、 ウルグアイ）
- モントリオール（Montréal、 カナダケベック州）
- モンセラート（Montserrat、 スペイン）

など。

### Nieder-
ドイツ語で「低地」を意味する。
- ニーダーザクセン（Niedersachsen、 ドイツ）
- ニーダーアウラ（Niederaula、 ドイツ）
- ニーダーエスターライヒ（Niederösterreich、 オーストリア）

### Novo-, Nov-
スラヴ語派で「新しい」の意をもつ Novvy （Nowy, Novi）に由来する接頭辞。英語の Now にも通ずる。ロシア連邦に多く見られる。
- ノヴォシビルスク・ノヴォシビルスク州・ノヴォシビルスク諸島(Новосибирск/Novosibirsk、 ロシア)
- ノヴゴロド・ノヴゴロド州(Но́вгород/Novgorod、 ロシア）

など。

### Trans-
ラテン語で「横切る、超えた」の意をもつ transire に由来する。広域地名として用いられている。
- トランスニストリア（Transnistria、 モルドバ 沿ドニエストル）
- トランシルヴァニア（Transilvania、バルカン半島）
- トランスライタニエン（Transleithanien、同）
- トランスオクシアナ（Transoxiana、中央アジア）

など。

### Vladi-
ロシア語で「領有する」という意味の動詞 владеть/vladet' に由来する。ロシア連邦に見られる。
- ウラジオストク（Владивосток/Vladivostok、 ロシア沿海州）
- ウラジカフカス（Владикавказ/Vladikavkaz、 ロシア北オセチア共和国）。

### Ulan-
モンゴル語で「赤い」の意をもつ улаан/ulaan に由来する。モンゴル語族の多いモンゴルとその周辺（内モンゴル自治区など）に見られる。
先述のKrasno-とともにソ連時代、モンゴル人民共和国時代に、社会主義の象徴たる赤色を含む地名として改名された都市が多い。
- ウランバートル （ᠤᠯᠠᠭᠠᠨᠪᠠᠭᠠᠲᠤᠷ、Улаанбаатар/Ulanbator、 モンゴル）
- ウランホト （烏蘭浩特、ᠤᠯᠠᠭᠠᠨᠬᠣᠲᠠ、Улаанхот/Ulanhot、 中国内モンゴル自治区）

など。
- 内モンゴル自治区の赤峰市はかつて烏蘭哈達 （Ulanhada）と呼称されており（赤い山の意）、それに由来する。